# Könyvtári Egyesületek és Szervezetek Nemzetközi Szövetsége
A Könyvtári Egyesületek és Szervezetek Nemzetközi Szövetsége (International Federation of Library Associations and Institutions – IFLA) a világ könyvtáros szakmai egyesületeinek legfőbb érdekképviseleti szerve, az egyesületek, a könyvtárak, a felhasználók érdekeinek és igényeinek a legfőbb szószólója. Működésének kiemelkedő területét képezi még a nemzetközi érvényű könyvtári normatívák és irányelvek kidolgozása, alapelvek megfogalmazása, valamint a könyvtárak helyzetét bemutató statisztikák és egyéb
információforrások közreadása. 

## Története
A Könyvtári Egyesületek és Szervezetek Nemzetközi Szövetségét 1927-ben alapították Edinburghben, Skóciában.  Ezen a néven első konferenciájukat 1929-ben Rómában, Firenzében és Velencében tartották. Első elnöke 1927-1931 között Isak G.A. Collin volt.
Az IFLA első találkozója a II. világháború után 1947-ben Oslóban volt. Wilhelm Munthe, az IFLA elnöke (1947-1951) egyezséget ajánlott a közös elismerésre az IFLA és az UNESCO (United Nations Educational Scientific and Cultural Organisation) között.
A konferenciákat minden évben más helyszínen tartják. Ezek a konferenciák kétévente közgyűlések is egyben. Magyarországon mindezidáig egyszer, 1972-ben, Budapesten tartottak közgyűlést.

## Elnökei
- Isak G.A. Collin: 1927–1931
- William Warner Bishop: 1931–1936
- Marcel Godet: 1936–1947
- Wilhelm Munthe: 1947–1951
- Pierre Bourgeois: 1951–1958
- Gustav Hofmann: 1958–1963
- Sir Frank Francis: 1963–1969
- Herman Liebaers: 1969–1974
- Preben Kirkegaard: 1974–1979
- Else Granheim: 1979–1985
- Hans-Peter Geh: 1985–1991
- Robert Wedgeworth: 1991–1997
- Christine Deschamps: 1997–2003
- Kay Raseroka: 2003–2005
- Alex Byrne: 2005–2007
- Claudia Lux: 2007–2009
- Ellen Tise: 2009–2011
- Ingrid Parent: 2011–2013
- Sinikka Sipilä: 2013–2015
- Donna Scheeder: 2015–2017[2]
- Gloria Pérez-Salmerón: 2017–2019
- Christine Mackenzie: 2019–

## Konferenciái
| Év   | Helyszín               | Elnök                 |
| ---- | ---------------------- | --------------------- |
| 1928 | Róma                   | Isak G.A. Collin      |
| 1929 | Róma, Firenze, Velence | Isak G.A. Collin      |
| 1930 | Stockholm              | Isak G.A. Collin      |
| 1931 | Cheltenham             | Isak G.A. Collin      |
| 1932 | Bern                   | William Warner Bishop |
| 1933 | Chicago, Avignon       | William Warner Bishop |
| 1934 | Madrid                 | William Warner Bishop |
| 1935 | Madrid, Barcelona      | William Warner Bishop |
| 1936 | Varsó                  | Marcel Godet          |
| 1937 | Párizs                 | Marcel Godet          |
| 1938 | Brüsszel               | Marcel Godet          |
| 1939 | Hága, Amszterdam       | Marcel Godet          |
| 1947 | Oslo                   | Wilhelm Munthe        |
| 1948 | London                 | Wilhelm Munthe        |
| 1949 | Bázel                  | Wilhelm Munthe        |
| 1950 | London                 | Wilhelm Munthe        |
| 1951 | Róma                   | Wilhelm Munthe        |
| 1952 | Koppenhága             | Pierre Bourgeois      |
| 1953 | Bécs                   | Pierre Bourgeois      |
| 1954 | Zágráb                 | Pierre Bourgeois      |
| 1955 | Brüsszel               | Pierre Bourgeois      |
| 1956 | München                | Pierre Bourgeois      |
| 1957 | Párizs                 | Pierre Bourgeois      |
| 1958 | Madrid                 | Pierre Bourgeois      |
| 1959 | Varsó                  | Gustav Hofmann        |
| 1960 | Lund, Malmö            | Gustav Hofmann        |
| 1961 | Edinburg               | Gustav Hofmann        |
| 1962 | Bern                   | Gustav Hofmann        |
| 1963 | Szófia                 | Gustav Hofmann        |
| 1964 | Róma                   | Sir Frank Francis     |
| 1965 | Helsinki               | Sir Frank Francis     |
| 1966 | Hága                   | Sir Frank Francis     |
| 1967 | Toronto                | Sir Frank Francis     |
| 1968 | Majna-Frankfurt        | Sir Frank Francis     |
| 1969 | Koppenhága             | Sir Frank Francis     |
| 1970 | Moszkva                | Herman Liebaers       |
| 1971 | Liverpool              | Herman Liebaers       |
| 1972 | Budapest               | Herman Liebaers       |
| 1973 | Grenoble               | Herman Liebaers       |
| 1974 | Washington             | Herman Liebaers       |
| 1975 | Oslo                   | Preben Kirkegaard     |
| 1976 | Lausanne               | Preben Kirkegaard     |
| 1977 | Brüsszel               | Preben Kirkegaard     |
| 1978 | Csorbató               | Preben Kirkegaard     |
| 1979 | Koppenhága             | Preben Kirkegaard     |
| 1980 | Manila                 | Else Granheim         |
| 1981 | Lipcse                 | Else Granheim         |
| 1982 | Montreal               | Else Granheim         |
| 1983 | München                | Else Granheim         |
| 1984 | Nairobi                | Else Granheim         |
| 1985 | Chicago                | Else Granheim         |
| 1986 | Tokió                  | Hans-Peter Geh        |
| 1987 | Brighton               | Hans-Peter Geh        |
| 1988 | Sydney                 | Hans-Peter Geh        |
| 1989 | Párizs                 | Hans-Peter Geh        |
| 1990 | Stockholm              | Hans-Peter Geh        |
| 1991 | Moszkva                | Hans-Peter Geh        |
| 1992 | Új-Delhi               | Robert Wedgeworth     |
| 1993 | Barcelona              | Robert Wedgeworth     |
| 1994 | Havanna                | Robert Wedgeworth     |
| 1995 | Isztambul              | Robert Wedgeworth     |
| 1996 | Peking                 | Robert Wedgeworth     |
| 1997 | Koppenhága             | Robert Wedgeworth     |
| 1998 | Amszterdam             | Christine Deschamps   |
| 1999 | Bangkok                | Christine Deschamps   |
| 2000 | Jeruzsálem             | Christine Deschamps   |
| 2001 | Boston                 | Christine Deschamps   |
| 2002 | Glasgow                | Christine Deschamps   |
| 2003 | Berlin                 | Christine Deschamps   |
| 2004 | Buenos Aires           | Kay Raseroka          |
| 2005 | Oslo                   | Kay Raseroka          |
| 2006 | Szöul                  | Alex Byrne            |
| 2007 | Durban                 | Alex Byrne            |
| 2008 | Québec                 | Claudia Lux           |
| 2009 | Milánó                 | Claudia Lux           |
| 2010 | Göteborg               | Ellen Tise            |
| 2011 | San Juan               | Ellen Tise            |
| 2012 | Helsinki               | Ingrid Parent         |
| 2013 | Szingapúr              | Ingrid Parent         |
| 2014 | Lyon                   | Sinikka Sipilä        |
| 2015 | Fokváros               | Sinikka Sipilä        |
| 2016 | Hamburg                | Donna Scheeder        |
| 2017 | Wroclaw                | Donna Scheeder        |

## Az IFLA mag-programja (Core Programs)
Mindegyik alaptevékenységet egy nemzeti könyvtár vagy valamilyen intézmény szervez. A magprogramok mind a könyvtárt, mind az információs szolgálatot érintő közös kérdésekkel foglalkoznak.
- FAIFE  (Free Access to Information and Freedom of Expression) - „Az információhoz való szabad hozzáférés és a kifejezés szabadsága"
- UAP (Universal Availablity of Publications)  -  „A kiadványok egyetemes hozzáférhetősége”
- UBCIM (Universal Bibliographic Control and International MARC)  - „Az egyetemes bibliográfiai számbavétel és nemzetközi MARC"
- ALP (The Advancement of Librarianship)  - „A könyvtárosság előmozdítása"
- CLM (Copyright and other Legal Matters)  - „Szerzői jogok és más jogi kérdések"
- PAC (Presevation and Conservation)  - „Állományvédelem"
- UDT (Universal Dataflow and Telecommunications)- „Egyetemes adatáramlás és telekommunikáció"[4][5]